# بوست كاردز (فرقة موسيقية)
بوست كاردز هي فرقة موسيقية لبنانيّة تأسست في بدايات عام 2013، وصدر لها حتى الآن ثلاثة اسطوانات. كما طرحت الفرقة أول ألبوم كامل لها في 26 يناير (كانون الثاني) 2018.

## لمحة تاريخية
بدأ تكوين فرقة بوست كاردز في صيف عام 2012 في لبنان عندما التقى مروان طعمة وابنة عمه باسكال سمردجيان بجوليا صبرا أثناء قيامهم برحلة تخييم بصحبة أصدقاء مُشتركين بينهم، ثُمّ انضم إليهم راني عازف الباص بعد بضعة أشهر. بدأت الفرقة نشاطها بالعزف في عدد من الحانات في مختلف أنحاء بيروت، حيث قاموا بأداء مجموعة متنوعة من موسيقى الروك الشعبية الإنجليزية والأمريكية، وبدأت الفريق تكوّن قاعدة جماهيرية تدريجيًا عقب اتّجاهها إلى كتابة أغانيها الخاصّة بها، والتي صدرت بعد ذلك في خريف عام 2013 ضمن أول أسطوانة للفرقة بعنوان «ليك هاوس».
بدأت الفرقة العمل على إصدار ثاني أسطوانة لها في أواخر عام 2014 في بيروت بالتعاون مع استوديوهات تيونفورك المملوكة للمنتج فادي طبال، لاقت أغنية «What Lies So Still» أولى أغاني الأسطوانة قبولًا جيّدًا بعد طرحها في أوائل صيف عام 2015. وفي 26 يناير (كانون الثاني) عام 2018 أصدرت الفرقة أول ألبوم كامل لها بعنوان «سأكون هنا في الصباح» بالتعاون أيضًا مع المنتج فادي طبال.

## الموسيقى
تميّزت موسيقى فرقة بوست كاردز بالطابع الغربي ومزجت في أعمالها ما بين موسيقى البوب الحالمة وموسيقى الروك الصاخبة.

## العروض
قدمت فرقة بوست كاردز الكثير من العروض الموسيقيّة في جميع أنحاء لبنان، وقامت بجولات فنية في الأردن، ودبي، والمملكة المتحدة، وفرنسا، والبرتغال، وإيطاليا، وألمانيا. كما شاركت الفرقة في عدد من المهرجانات الفنية داخل لبنان وخارجها كان من أهمها مهرجان موسيقى الوايلد، ومهرجان بيبلوس الدولي، ومهرجان ويكربارك.

## الأعمال

### الألبومات
| اسم الألبوم                                                | تاريخ الصدور |
| ---------------------------------------------------------- | ------------ |
| سأكون هنا في الصباح (I'll be here in the morning)          | 2018         |
| الجندي الطيب (The Good Soldier)                            | 2020         |
| بعد البداية، وقبل النهاية (After the Fire, Before the End) | 2021         |

### الأسطوانات
| اسم الاسطوانة                        | تاريخ الصدور |
| ------------------------------------ | ------------ |
| ليك هاوس (Lakehouse)                 | 2013         |
| وات ليز سو ستيل (What Lies So Still) | 2015         |
| هير بيفور (Here Before)              | 2017         |

### الأغاني المُنفردة
| اسم الأغنية                                         | تاريخ الإصدار |
| --------------------------------------------------- | ------------- |
| الأماكن التي سنذهب إليها (Oh The Places We Will Go) | 2013          |
| أين المتوحشون (Where the Wild Ones)                 | 2014          |
| جدران (Walls)                                       | 2015          |
| أضواء ساطعة (Bright Lights)                         | 2017          |
| متحجرين (Fossilized)                                | 2019          |